# Rosa Bonet Ramiro
Rosa Bonet Ramiro (Madrid?, 1963) és una àrbitra de futbol, ja retirada, considerada com la primera àrbitra espanyola.
Seguidora de l'Atlètic de Madrid, als 16 anys va decidir fer-se àrbitra de futbol i aquell mateix any, el 22 d'abril de 1979, va debutar en un partit de futbol, fet que va generar bastanta ressò mediàtica en els mitjans de comunicació de l'època. Tot i les dificultats burocràtiques i prejudicis estamentals, va obtenir el carnet d'àrbitre l'1 de setembre de 1980. Tanmateix, durant les primeres temporades només va poder arbitrar partits infantils i juvenils a causa d'una circular del Comitè Tècnic d'Àrbitres. Aquesta prohibia a les dones arbitrar partits de categoria superior basada en una suposada normativa internacional. Interpel·lada la FIFA per aquest motiu, va declarar que no existia cap normativa semblant i, a més, fomentaven la política de no discriminació. Per això, un cop derogada la circular el 1986, va arbitrar partits de tercera regional aquella mateixa temporada.
L'any següent, a causa d'un accident de moto, va retirar-se de la competició. No obstant, va seguir vinculada amb el món del futbol com a informadora d'àrbitres, monitora en diferents campus de futbol i delegada de Madrid als Campionats d'Espanya de seleccions femenines.